# Yuya y Tuyu
Yuya y Tuyu (en egipcio yuia y ṯuiu pronunciado yuia y chuiu) fue un influyente matrimonio egipcio, que alcanzó una importancia sin parangón durante el reinado del faraón Amenhotep III (años 1390 a 1352 a. C., aproximadamente). Eran los abuelos maternos del faraón Akenatón, y por tanto, bisabuelos del faraón Tutankamón. 

## Yuya
| i | i | w | i | A |

| i | i | w | i | A |

Al parecer, Yuya (también transcrito como Yaa, Ya, Yiya, Yayi, Yu, Yuyu, Yaya, Yiay, Yia, y Yuy) fue quizás hijo de Yei, un guerrero mitannio venido a Egipto, así como pariente de Mutemuia, la reina esposa de Thutmosis IV.
Gracias a la juventud del faraón y al poder que por aquel entonces ocupaba aún Mutemuia, la posición de Yuya fue creciendo cada vez más, y se convirtió en el noble más importante del país, junto con el sabio Amenhotep, hijo de Hapu. Gracias al matrimonio del faraón con la hija de Yuya, la joven Tiy, fue que este hombre acabó por consagrarse y ganarse la eternidad con los rimbombantes títulos que portó en vida: Padre Divino, Primero entre los Compañeros del Rey, Confidente del Rey, Amigo único, Profeta de Min, Gran Príncipe, y una infinidad más de títulos de carácter cortesano en su inmensa mayoría.
El análisis paleogenético de su momia arrojó que el linaje paterno (ADN-Y) de Yuya es el caucasoide-europeoide G2a-P15.

## Tuyu
| V13 | w | i | w | A1 |

| V13 | w | i | w | A1 |

El nombre de Tuyu (transcrito a veces como, Tuy, Tjujuse o Tuya, que puede confundirse con el de otra Tuya, la madre del faraón Ramsés II). Mientras que de su marido conocemos una probable ascendencia siria pero un claro nacimiento egipcio (en la ciudad de Ajmin, para más señas), de Tuyu podemos asegurar con casi total certeza que era egipcia de pura cepa. Los títulos que llevó en vida, sobre todo el de Ornamento Real la equiparan con algunas esposas secundarias de faraones anteriores, y quizás por sus venas corriera la sangre de Ahmose-Nefertari. De no ser así, sería muy extraño que consiguieran convertir a su hija en una Gran Esposa Real.
El matrimonio de Tiy con Amenhotep III  acercó como jamás habían pensado el matrimonio a la familia real. Sus riquezas aumentaron como nunca antes lo podrían haber soñado, y Tuyu gozó de una más que holgada vejez. Tuvo también varios títulos de carácter cortesano, aunque, aparte del de Ornamento Real, uno que cabe destacar es el de Nodriza de la Princesa Sitamón, su primera nieta. Debió haber una relación muy estrecha entre estas dos mujeres, pues se han encontrado varios objetos con el nombre de Sitamón en la tumba de Tuyu.
El análisis paleogenético de su momia arrojó que el linaje materno (ADNmit) de Tuyu es el caucasoide-europeoide K (Clan de Katrina).

## Descendencia
Es obvio que Yuya y Tuyu fueron los padres de, al menos, la reina Tiy. Era tal la influencia que ganaron debido al matrimonio de su hija con el faraón que incluso se enviaron escarabeos a los reyes de Babilonia, Mitani o Hatti, entre otros, en los que se decía que Tiy era la hija de Yuya y Tuyu, como si de reyes se tratara.
También se cree que fueron padres del sacerdote Aanen, que ocupó un papel importante en el clero de Amón (quizás como espía a sueldo de Tiy, que veía muy peligrosa la posición que estaban tomando los sacerdotes del dios tebano), e incluso se plantea la posible paternidad de Ay, quien muchos años después llegaría a ser coronado faraón de Egipto. Como pruebas para esta hipótesis está la relación que unía a Ay con el siguiente rey, Ajenatón, muy similar a la que unió a Yuya con Amenhotep III. Son tantas las similitudes que Ay heredó casi todos los títulos de Yuya, a los que con el tiempo añadiría más (como el de chaty). De haber sido así, y sin siquiera imaginarlo, la familia de Yuya y Tuyu habría prosperado tanto que traería al mundo a una gran esposa real y a un rey.

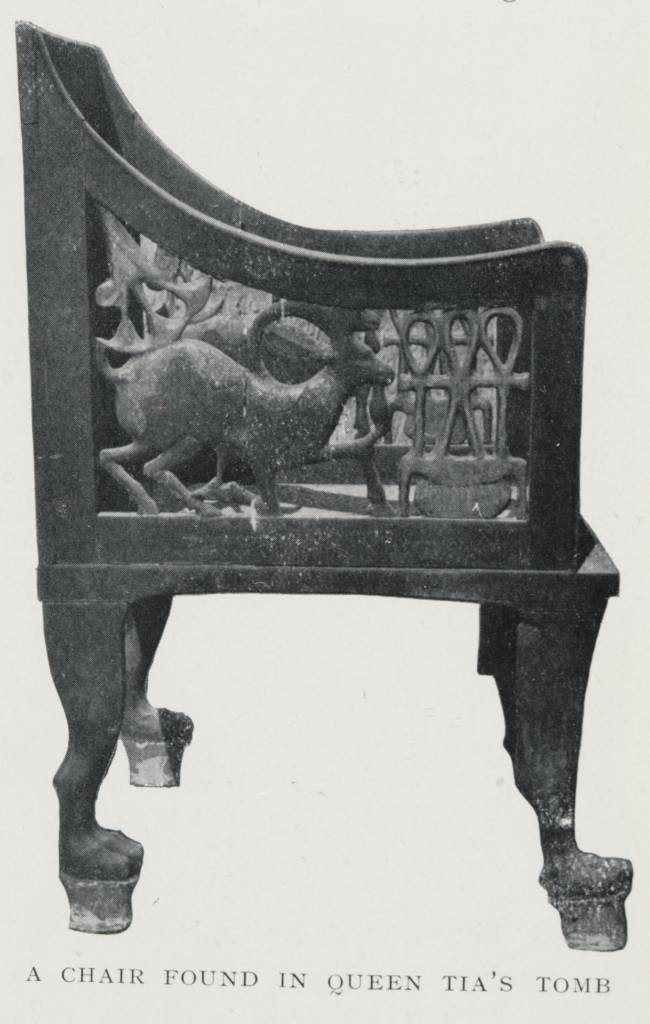
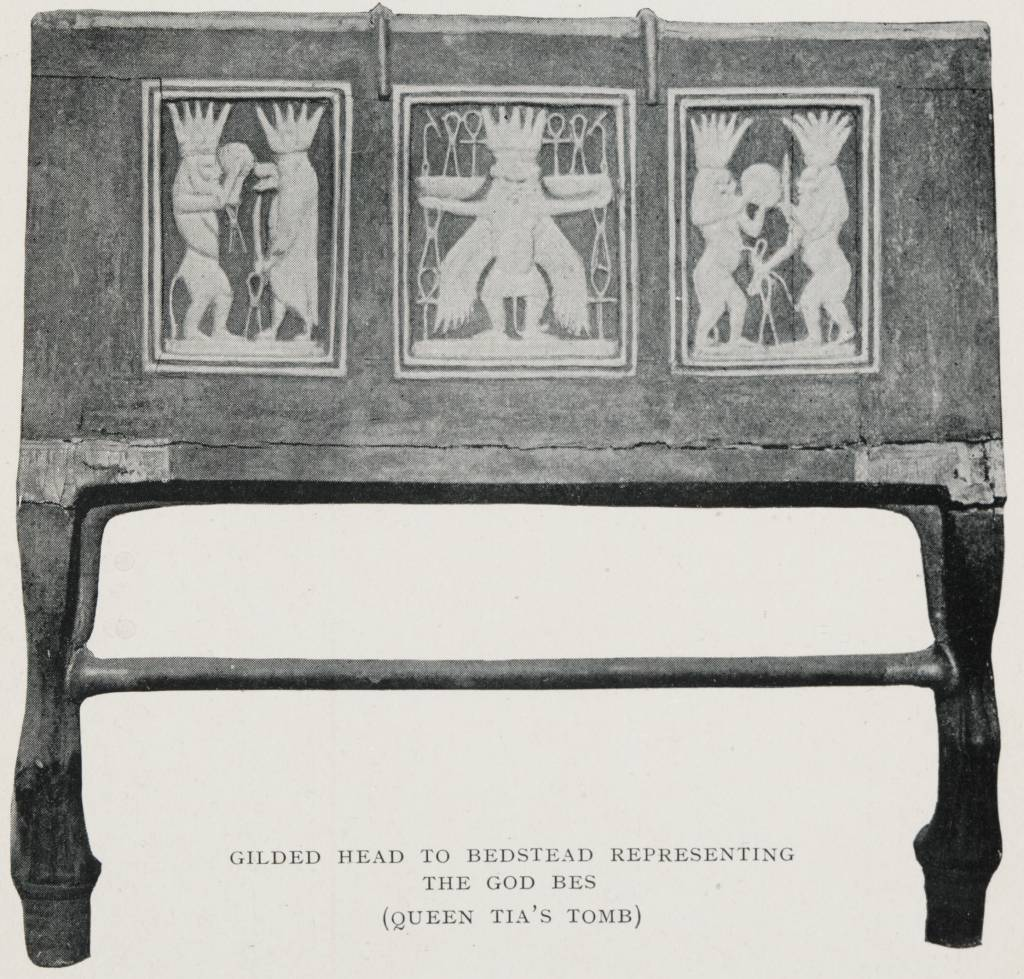
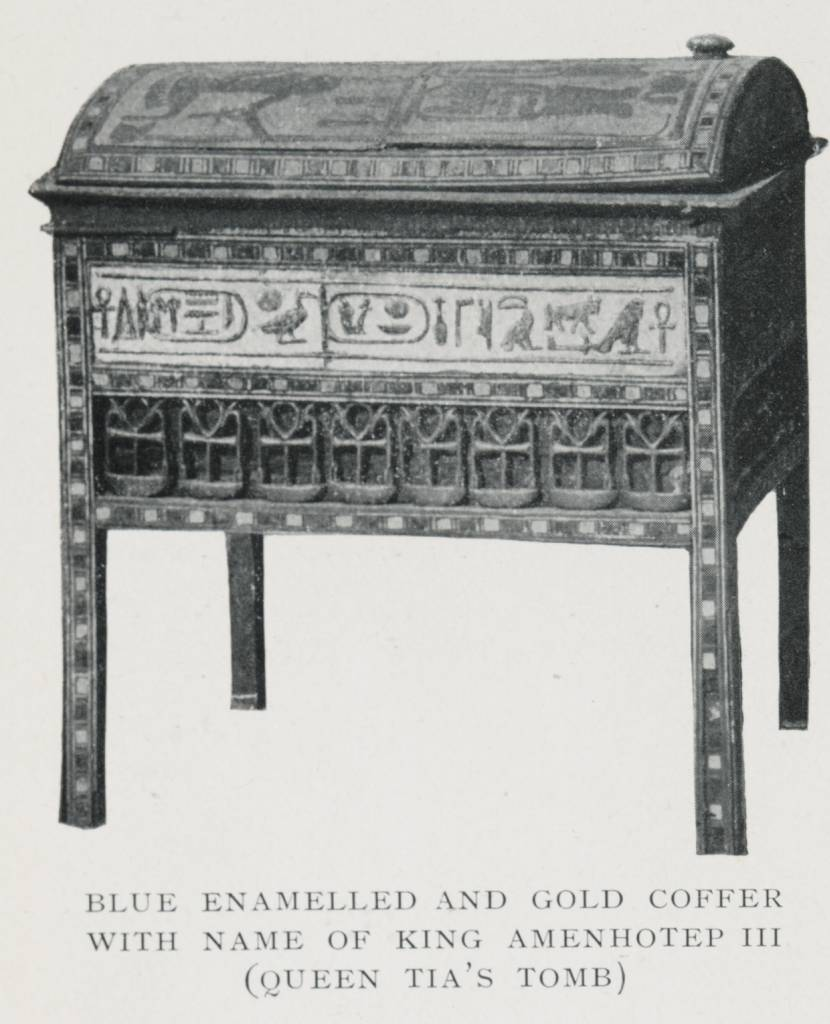
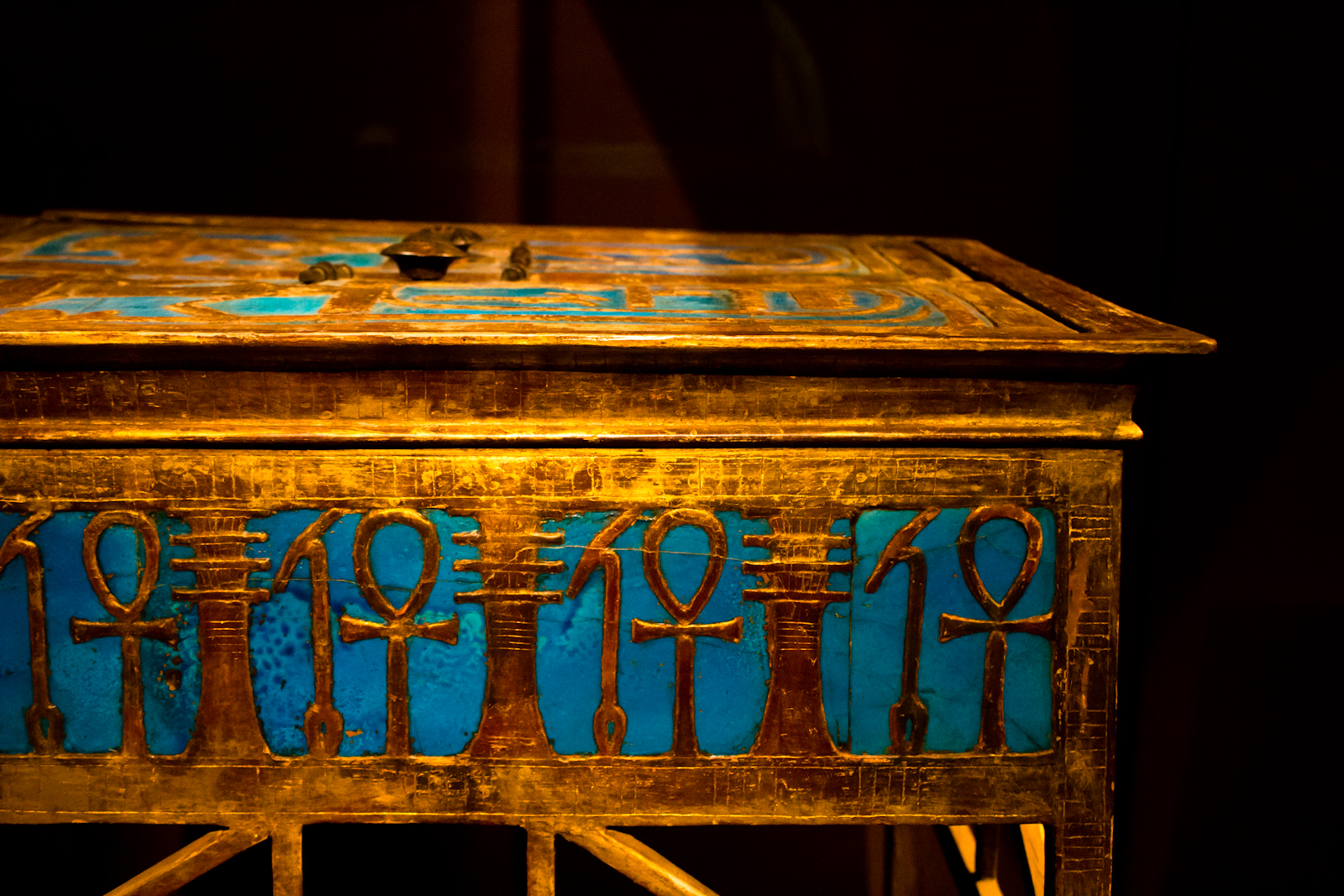

## La muerte del matrimonio

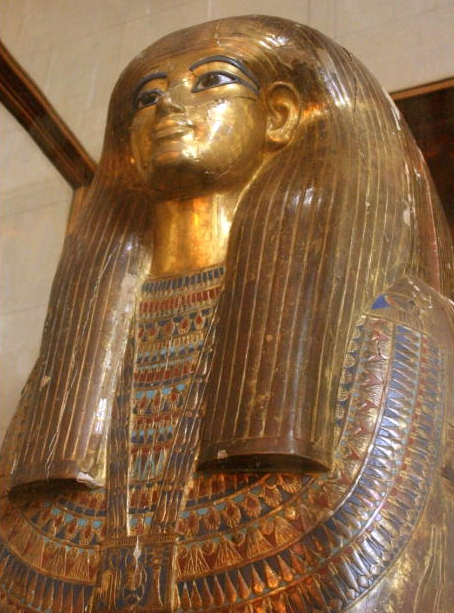
El tercer sarcófago de Tuyu (Museo Egipcio del Cairo).

Yuya y Tuyu gozaron de una inmensa fortuna, pues tuvieron el honor de vivir en la época más próspera de la historia egipcia, y encumbrados a lo más alto, pocas preocupaciones enturbiarían sus vidas. Sería solo algunos años después de la desaparición de este matrimonio cuando las cosas comenzarían a complicarse, debido al conflicto que enfrentaba a la familia real con los sacerdotes de Amón.
Parece ser que Yuya murió en torno al año 12º del reinado de Amenhotep III, cuando contaría una edad cercana a los sesenta años. Algo más tarde le seguiría a la tumba su fiel esposa, Tuyu, a una edad similar o algo más avanzada, durante la segunda mitad del reinado de su yerno (que se mantuvo en el poder 39 años). Las momias de ambos personajes han sido halladas en un estado de conservación increíblemente excepcional. En septiembre de 2010, un equipo interdisciplinario financiado por National Geographic practicó una serie de exámenes de ADN sobre los cuerpos de Tutankamón, Yuya, Tuyu y una serie de  momias sin identificar. el resultado fue el anuncio de la identificación de las momias de Akenatón, Tiy, Amenhotep III, dos fetos hijos de Tutankamón y dos momias más, identificadas como la madre y esposa de Tutankamón.
Amenhotep III hizo a sus suegros un regalo muy infrecuente, casi único, para un personaje de sangre no real: ser enterrado en el Valle de los Reyes. Aunque la tumba de este matrimonio tiene las dimensiones de las de un noble cualquiera, era un honor inmenso poder descansar por toda la eternidad junto a los faraones, a los que a partir de entonces se vincularían. Su tumba, la KV46, dio una inmensa sorpresa a la comunidad arqueológica internacional al ser descubierta, pues estaba prácticamente inviolada. Los sarcófagos recubiertos de oro de Yuya y Tuyu, así como parte de su ajuar funerario y las propias momias, aún pueden admirarse en el Museo Egipcio de El Cairo. Hasta el descubrimiento de la tumba de Tutankamón (Tut-anj-Amón) el hallazgo de KV46 fue el suceso más célebre de la historia de la egiptología.